# Animationsserver
Ein Animationsserver ist eine echte Client-Server-Anwendung für die 3D-Animation. 
Ein Animationsserver bietet durch ein Plugin-System und aufgrund der offenen Architektur die Möglichkeit, unabhängig von der verwendeten Hardware und vom Betriebssystem 3D-Animationsskripte interaktiv zu erstellen und/oder in Echtzeit ablaufen zu lassen.
Dabei können durch einen integrierten Parser auch komplexe 3D-Objekte sehr flexibel erstellt werden und es sind durch die Schaffung neuer, anwendungsspezifischer Befehle sehr effektive und schnell ausführbare Animationsskripte möglich.